# UFC 243
UFC 243: Whittaker vs. Adesanya è stato un evento di arti marziali miste tenuto dalla Ultimate Fighting Championship il 6 ottobre 2019 al Docklands Stadium di Melbourne in Australia.

## Risultati
|                                        | Divisione             |                      |                 |                                  | Metodo                                      | Round           | Tempo           | Premio          |
| Card Principale                        | Card Principale       | Card Principale      | Card Principale | Card Principale                  | Card Principale                             | Card Principale | Card Principale | Card Principale |
| -------------------------------------- | --------------------- | -------------------- | --------------- | -------------------------------- | ------------------------------------------- | --------------- | --------------- | --------------- |
| Sfida valida per il titolo di campione | Pesi medi             | Israel Adesanya (ic) | batte           | Robert Whittaker (c)             | KO (pugni)                                  | 2               | 3:33            | POTN            |
|                                        | Pesi leggeri          | Dan Hooker           | batte           | Al Iaquinta                      | Decisione unanime (30–27, 30–27, 30–26)     | 3               | 5:00            |                 |
|                                        | Pesi massimi          | Sergey Spivak        | batte           | Tai Tuivasa                      | Sottomissione (arm-triangle choke)          | 2               | 3:14            |                 |
|                                        | Pesi welter           | Dhiego Lima          | batte           | Luke Jumeau                      | Decisione non unanime (28-29, 29-28, 29-28) | 3               | 5:00            |                 |
|                                        | Pesi massimi          | Yorgan De Castro     | batte           | Justin Tafa                      | KO (pugni)                                  | 1               | 2:10            | POTN            |
| Card Preliminare (ESPN2)               |                       |                      |                 |                                  |                                             |                 |                 |                 |
|                                        | Pesi welter           | Jake Matthews        | batte           | Rostem Akman                     | Decisione unanime (30-27, 30-27, 30-27)     | 3               | 5:00            |                 |
|                                        | Pesi welter           | Callan Potter        | batte           | Maki Pitolo                      | Decisione unanime (29-28, 29-28, 29-28)     | 3               | 5:00            |                 |
|                                        | Pesi leggeri          | Brad Riddell         | batte           | Jamie Mullarkey                  | Decisione unanime (29-27, 30-26, 30-26)     | 3               | 5:00            | FOTN            |
|                                        | Pesi piuma femminili  | Megan Anderson       | batte           | Zarah Fairn dos Santos           | Sottomissione (triangle choke)              | 1               | 3:57            |                 |
| Card Preliminare (UFC Fight Pass)      |                       |                      |                 |                                  |                                             |                 |                 |                 |
|                                        | Catchweight (128 lbs) | Ji Yeon Kim          | batte           | Nadia Kassem                     | KO tecnico (pugni)                          | 2               | 4:59            |                 |
|                                        | Catchweight (137 lbs) | Khalid Taha          | batte           | Bruno Gustavo Aparecido da Silva | Sottomissione (arm-triangle choke)          | 3               | 3:00            |                 |

## Premi
I lottatori premiati ricevettero un bonus di 50.000 dollari.
Legenda:
- FOTN: Fight of the Night (vengono premiati entrambi gli atleti per il miglior incontro dell'evento)
- POTN: Performance of the Night (viene premiato il vincitore per la migliore performance dell'evento)